# Lyle Taylor
Lyle Taylor (Staines, 29 marzo 1990) è un calciatore montserratiano con cittadinanza britannica, attaccante del Colchester Utd e della nazionale montserratiana.

## Biografia
Suo fratello minore Joey è a sua volta un calciatore.

## Carriera

### Club
Dopo aver giocato nella squadra della sua città natale, al settimo livello del calcio inglese. Notato e acquistato dai londinesi del Millwall (Football League One), il nuovo club lo cede prima in prestito in Conference poi a titolo definitivo in ottava categoria. Nel 2010 il Bournemouth decide di puntare su di lui, ma Taylor non convince (11 presenze, 0 gol) e la società lo fa girare in prestito in squadre tra la quarta e la sesta divisione inglese: dopo altre 18 presenze anonime (non gioca mai una partita intera), passa a costo zero in Scozia, al Falkirk. Qui esplode giocando nella seconda divisione nazionale: segna all'esordio contro il Partick Thistle (3-1), una doppietta al Dunfermline (2-2), due triplette contro Airdrieonians (1-4) e Dumbarton (3-4), altre due doppiette contro Livingston (2-0) e Airdrieonians (4-3) e decide la terza sfida contro l'Airdrieonians (0-1), ritrovando una certa costanza di minutaggio e di rendimento. A fine campionato conta 24 gol in 34 incontri, segnando metà dei gol del Falkirk, trascinando il club fino alla terza posizione e sfiorando il titolo di miglior marcatore del torneo, poi assegnato a Stevie May (25 reti). Segna altre due doppiette, una al Forfar Athletic (4-1) in Scottish Cup e una allo Stirling Albion (3-0) in Scottish Challenge Cup, concludendo la stagione a quota 28 marcature in 42 sfide tra campionato e coppe. Il 17 luglio lo Sheffield lo riporta in Inghilterra in cambio di una cifra equivalente a 250000 €, puntando anche su di lui per la diretta promozione in Championship: tornato in League One, Taylor non ingrana e dopo alcune presenze da titolare perde il posto in prima squadra. Il 13 ottobre 2013 firma una doppietta contro il Coventry City (incontro perso 3-2), dopo esser entrato al 41': saranno le sue uniche reti a Sheffield, perché a gennaio, dopo 25 partite tra League One e coppe nazionali, è ceduto in prestito al Partick Thistle. Approdato quindi in Premiership, il ritorno in Scozia di Taylor coincide con il suo ritorno al gol, 7 in 20 sfide di prima divisione. Inizia la stagione seguente allo Scunthorpe United (League One) e a febbraio 2015 è ceduto in prestito, ancora una volta al Partick Thistle: non più titolare come in precedenza anche a causa della concorrenza con il bomber Kris Doolan, realizza 3 gol in 18 partite, mettendo a segno gli unici due dell'incontro vinto sul Motherwell (2-0). Si accasa all'AFC Wimbledon nella stagione 2015-2016, scendendo in Football League Two e firmando un paio di doppiette contro Accrington Stanley (3-4) e Newport County (2-2).
Il 27 gennaio 2022 passa in prestito fino al termine della stagione al Birmingham City. Dopo essere tornato ai Reds durante l'estate 2023, senza mai scendere in campo, il 2 giugno 2023 viene annunciato che il suo contratto non sarebbe stato rinnovato, rimanendo svincolato.

### Nazionale
Nel 2015 ha esordito in nazionale.